# فيداليا (جورجيا)
فيداليا (بالإنجليزية: Vidalia, Georgia)‏ هي مدينة تقع في مقاطعة تومبز, مقاطعة مونتغومري بولاية جورجيا في الولايات المتحدة. تبلغ مساحة هذه المدينة 45.2 (كم²)، وترتفع عن سطح البحر 91 م، بلغ عدد سكانها 10491 نسمة في عام 2010 حسب إحصاء مكتب تعداد الولايات المتحدة.

## أعلام
- باول كلاكستون
- ميل بلونت
- دون هاريس
- فرد ستوكس
- كارل سيمبسون

## وصلات خارجية
- The City of Vidalia, Georgia
- Cities & Counties - Georgia.gov